# 2997 Cabrera
2997 Cabrera este un asteroid din centura principală, descoperit pe 17 iunie 1974 de Felix Aguilar Obs..